# Dans l'azur bleu
« Dans l'azur bleu» (en russe : В голубом просторе) est un tableau du peintre russe Arkadi Rylov (1870—1939), réalisé en 1918. Il est exposé à Moscou à la Galerie Tretiakov. Ses dimensions sont de 109 sur 152 cm,.

## Histoire
Arkadi Rylov s'intéresse depuis son plus jeune âge à des thèmes liés à la mer ou aux grandes étendues d'eau. Il aime représenter des oiseaux près de l'eau (« Les mouettes », 1910). Lorsqu'il passe le long de la rivière Kama, le peintre peint une série de paysages, dont le plus connu est celui représentant des oiseaux survolant l'eau de la rivière — « Les cygnes sur la Kama » (1912), tableau dont il reprit le thème à plusieurs reprises. Il est certainement celui dont « Dans l'azur bleu », (1918), se rapproche le plus,.
Le peintre réalise « Dans l'azur bleu » en 1918, à une époque difficile, après la révolution d'octobre 1917. Selon les souvenirs de l'auteur lui-même,
« Travailler devient pénible. On se demande vraiment si l'on va pouvoir manger quelque chose,… Le matin dans la cuisine l'eau a gelé dans le seau, et même dans le samovar. J'ai deux couches de vêtements sur moi, un chandail, un bonnet de laine sur la tête, des gants, voilà mon costume pour dormir,… J'ai deux couvertures par-dessus moi et un manteau en plus,… »
Toujours est-il qu'il finit son tableau et le présente en 1919 à la première exposition d'art organisée par l'État qui se tient à Saint-Pétersbourg. À l'époque soviétique, le tableau a été considéré comme un nouveau point de départ original, dans l'histoire de la peinture de paysages,.
|  |  |

## Descriptif
Le tableau « Dans l'azur bleu » représente, sur un fond de ciel bleu et de cumulus, des cygnes survolant la surface bleu foncé de la mer en mouvement. À l'horizon, des îles rocheuses symbolisent l'hostilité de l'environnement du grand nord. Un bateau à voile souligne le romantisme du paysage marin.
Le vol des oiseaux est libre et léger. Ils se baignent dans la clarté transparente de l'air pur. La direction horizontale de leur vol est soulignée par la ligne des cirrus qui se trouvent dans la fond, sous les oiseaux, sur toute la longueur de la toile. Bien que le mouvement du vol soit représenté de droite à gauche, il ne donne pas l'impression de vouloir sortir du cadre : le regard est, en effet, attiré par les deux oiseaux représentés à gauche, volant plus bas, comme s'ils voulaient croiser le voilier. Puis Rylov attire à nouveau le regard vers la droite de la toile, vers les rochers enneigés des îles.

## Appréciation
Le critique d'art Alekseï Fiodorov-Davydov (1900-1969) qui travailla à la galerie Tretiakov décrit ainsi l'œuvre d'Arkadi Rylov:
« Ce tableau de Rylov « Dans l'azur bleu » est un de ceux avec lequel il est d'usage
de commencer l'histoire de l'art soviétique… Son importance historique et ses qualités artistiques sont reconnues par tous. Il est aussi le résultat de nombreuses recherches et de nombreux aboutissements de l'art de Rylov. Il faut le relier au caractère épique dans « le bruit de la nature » (1904), à la dramaturgie des « Cygnes sur la Kama » (1912) et au lyrisme dans « les mouettes » (1910). Ici c'est le symbolisme du vol puissant des oiseaux sur l'eau qui donne sa signification au tableau. Cette puissance ne vient pas tant d'une lutte mais plutôt de la tranquille harmonie existant entre leur vol, la mer et le ciel ».
Et Fiodorov-Davidov poursuit,:
« Par la dynamique du vol des oiseaux, par le flux de lumière traversant son tableau « Dans l'azur bleu », Rylov témoigne de l'état d'esprit général des artistes qui ont traversé cette époque et accueilli la révolution d'octobre 1917… C'est un sentiment de liberté, de joie, de naissance dans la lumière d'un monde nouveau que l'artiste exprime dans sa toile, avec son paysage imprégné d'espace, d'air et de lumière... »

## Liens
- http://www.tretyakovgallery.ru/ru/collection/_show/image/_id/2242